# Clappia
Clappia é um género botânico pertencente à família Asteraceae.
O género é composto por 3 espécies descritas das quais apenas uma é aceite: Clappia suaedifolia 
O género foi descrito por Asa Gray e publicado em Report on the United States and Mexican Boundary . . . Botany 2(1): 93. 1859.
Trata-se de um género reconhecido pelo sistema de classificação filogenética Angiosperm Phylogeny Website.